# Taylor Glacier (glaciär i Antarktis, lat -67,45, long 60,83)
Taylor Glacier är en glaciär i Antarktis. Den ligger i Östantarktis. Australien gör anspråk på området. Taylor Glacier ligger 37 meter över havet.
Terrängen runt Taylor Glacier är varierad. Havet är nära Taylor Glacier åt nordost. Trakten är obefolkad. Det finns inga samhällen i närheten. 